# Гавала, Лев
Лев Гавала (греч. Λέων Γαβαλᾶς) — византийский магнат и независимый правитель острова Родос и близлежащих Эгейских островов с титулом цезарь. Он признал некоторую форму сюзеренитета со стороны Никейской империи, но оставался практически независимым правителем вплоть до своей смерти в начале 1240-х годов.

## Биография
Семья Гавалов упоминается как минимум с начала X века, когда Анна Гавала вышла замуж за сыны и соправителя императора Романа I Лакапина Стефана. В XI—XII вв. семья пользовалась слабым влиянием, но ряд её представителей получили высокие гражданские и церковные должности.
Ничего не известно о молодости Льва, и он впервые упомянут в 1232/33 году. Происхождение титула цезаря и подробности установления власти над Родосом также неясны. Согласно источникам, Родос вышел из под власти Византии уже во времена Четвёртого крестового похода. Первый независимый правитель острова обычно отождествляется со Львом, но Никифор Влеммид писал, что Лев носил свой титул по наследственному праву. Существует версия, что в какой-то момент Лев признал сюзеренитет Никейской империи и что её правители Феодор I или Иоанн III предоставили ему титул кесаря. С другой стороны, если Лев или его родственник владел Родосом до 1203 года, титул мог быть предоставлен императорами из династии Ангелов.
Каким бы ни был характер отношений с Никейской империей, Георгий Акрополит демонстрирует независимость Гавалы, из-за чего разгневанный Иоанн III в 1232/33 г. организовал поход на Родос. Его возглавлял великий доместик Андроник Комнин Палеолог с сопровождением Влеммида, сам император непосредственно контролировал его. Остров был разорен, и Акрополит, не сообщая подробностей, говорит об его успешном характере. Тем не менее, Гавала, по-видимому, сохранил власть над Родосом, поскольку уже в августе 1234 г. заключил союзный договор с венецианцами. Называя себя «цезарем» и «владыкой Родоса и Киклад», он признал венецианского дожа Якопо Тьеполо своим сюзереном, стороны договорились о взаимной помощи при нападении никейцев и подавлении восстаний на венецианском Крите. Однако в 1235/6 г. Гавала присоединился к нападению Иоанна III на Константинополь, сообщалось о его борьбе с венецианским флотом.
Неизвестно, когда умер Лев. Он определённо был мертв к 1248 г., когда его брат Иоанн Гавала уже упоминается не как цесарь, а только как «господином Родоса», контролировал остров и был вынужден призвать на помощь никейские войска против нападения генуэзцев. Генуэзцы захватили остров, и вскоре после этого правление семьи Гавалов над Родосом прекратилось. Вероятно, это случилось после окончательного изгнания генуэзцев в 1250 г., когда остров стал никейской провинцией.

## Монеты
Братья Гавалы выпускали собственные медные монеты неизвестного достоинства и номинала. Они были аниконическими и содержали только надписи, на монетах Льва были его титулы: ΚΑΙϹΑΡ Ο ΓΑΒΑΛΑϹ («Цезарь Габалас») на аверсе и Ο ΔΟVΛΟC ΤΟV ΒΑCΙΛΕ [ΩC] («Слуга Императора») на реверсе.